# Петровичи (Смолевичский район)
Петро́вичи (трансліт.: Piatrovičy, белор. Пятровічы) — деревня в Смолевичском районе Минской области Белоруссии. Входит в состав Драчковского сельсовета. Население 111 человек (2013). С 1924 по 2013 годы Петровичи был центром Петровичского сельсовета.
Расположено Петровичское водохранилище, которое обеспечивает водой часть Минска. Водохранилище также является популярным местом рыбалки. 

## Инфраструктура
В деревне расположены клуб, магазины. 

## Галерея

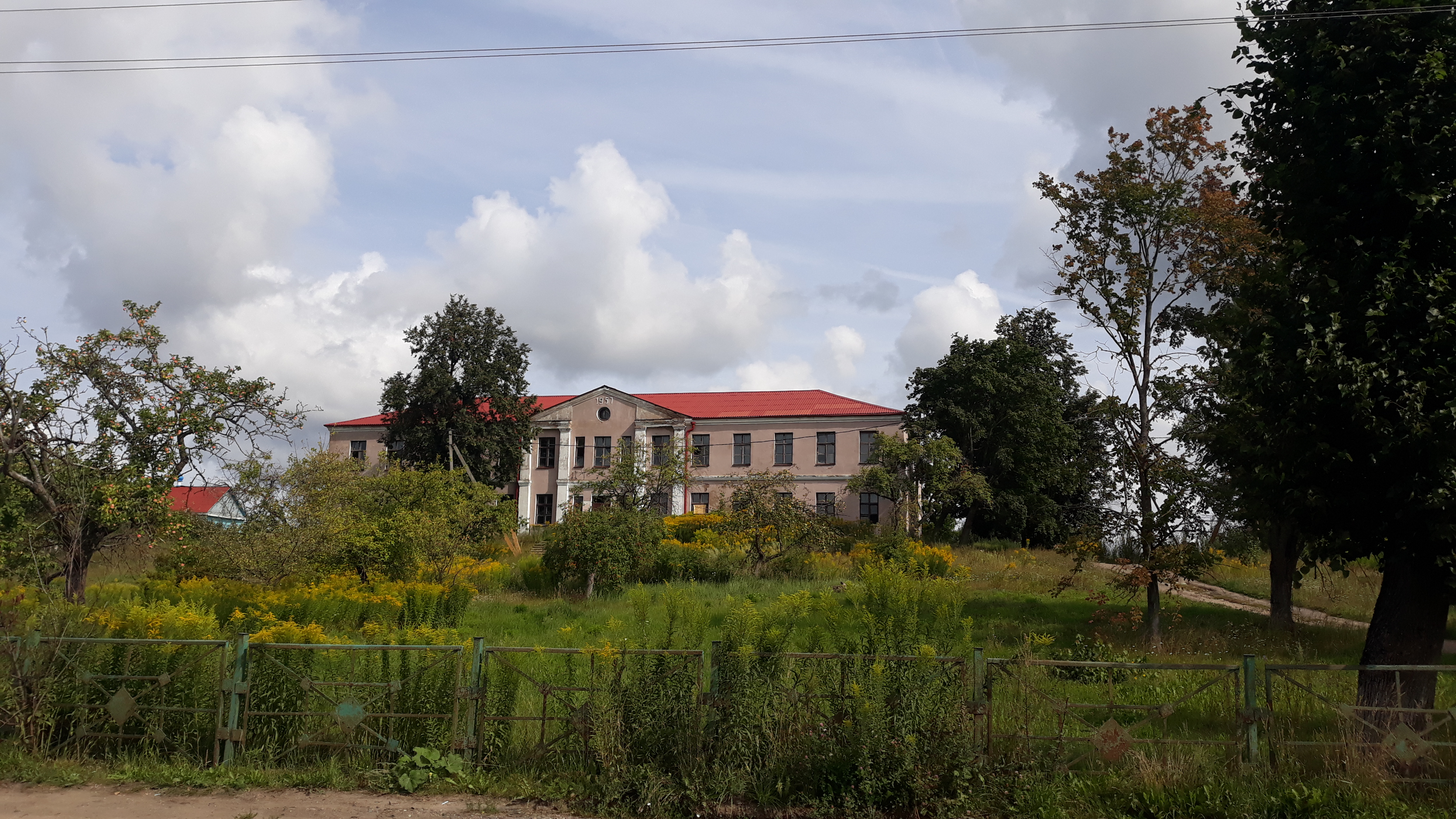
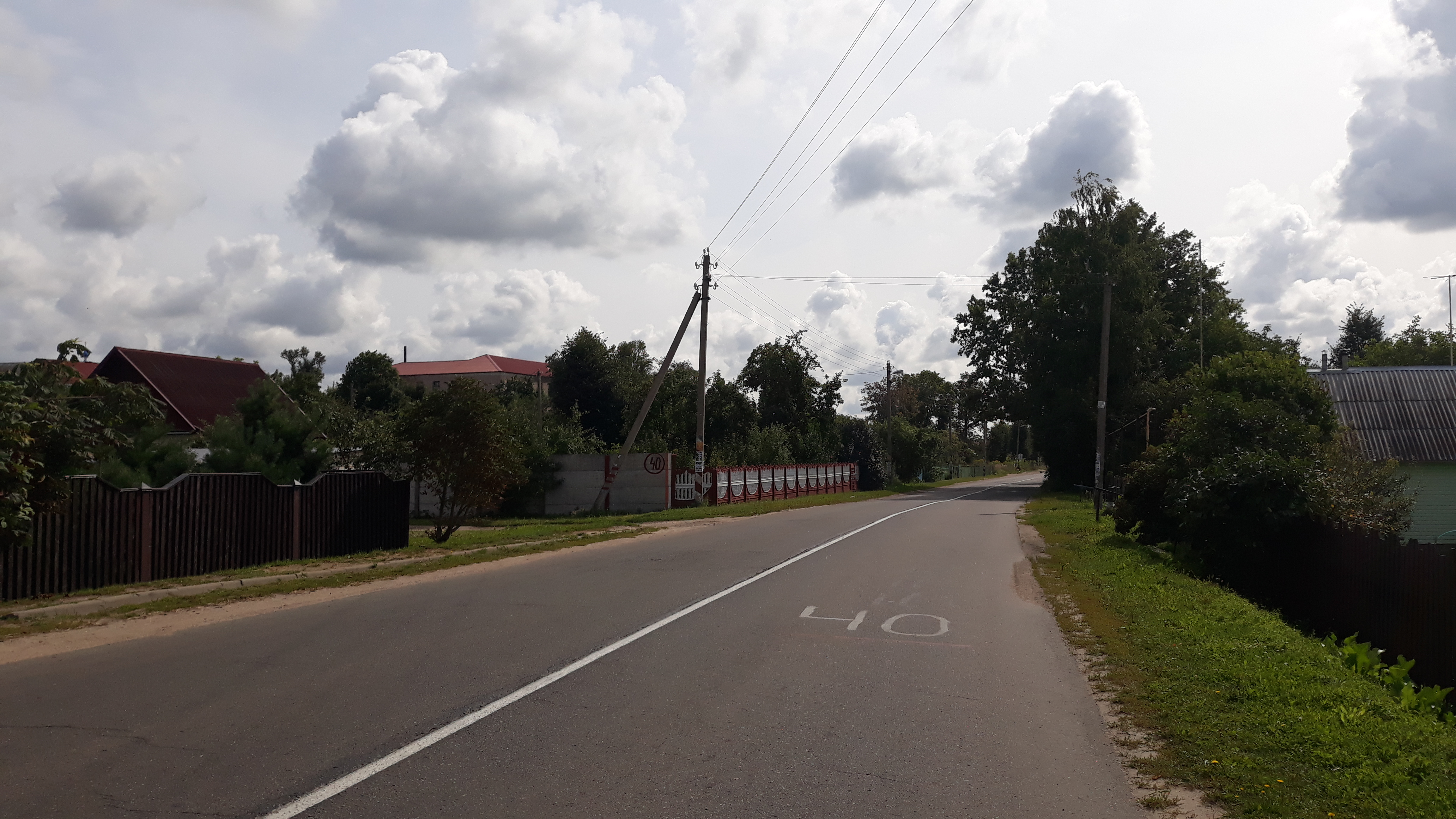